# José Luíz Barbosa
José Luíz Barbosa (* 27. května 1961) je bývalý brazilský atlet, běžec, který se věnoval středním tratím. Jeho hlavní disciplínou byl běh na 800 metrů.
Na přelomu 80. a 90. let 20. století patřil mezi světovou špičku běžců na 800 metrů. Celkem čtyřikrát startoval na olympijských hrách (1984 – 1996) – v Soulu v roce 1988 se umístil v finále běhu na 800 metrů šestý, o čtyři roky později v Barceloně čtvrtý. V roce 1987 se nejprve stal halovým mistrem světa na této trati, v Římě na světovém šampionátu pod širým nebem vybojoval mezi půlkaři bronzovou medaili. Na halovém mistrovství světa v roce 1989 získal v závodě na 800 metrů stříbrnou medaili, stejného úspěchu dosáhl v Tokiu na světovém šampionátu v roce 1991. Z této sezóny pochází také jeho osobní rekord v běhu na 800 metrů – 1:43,08.